# Nuntă cu sirenă
Nuntă cu sirenă este un film românesc din 1995 regizat de Dumitru Dinulescu. Rolurile principale au fost interpretate de actorii Laurențiu Lazăr, Delia Seceleanu, Maria Teslaru.

## Distribuție
Distribuția filmului este alcătuită din:
- Dorina Lazăr
- Laurențiu Lazăr
- Delia Seceleanu
- Mihaela Mihăescu
- Adriana Trandafir
- Nicolae Urs
- Ștefan Mihăilescu-Brăila
- Maria Teslaru
- Ernest Maftei
- Eusebiu Ștefănescu
- Mitică Popescu
- Maria Junghietu
- Constantin Dinulescu
- Radu Panamarenco
- Stelian Stancu
- Alexandru Georgescu
- Irina Petrescu
- Florin Aionițoaie